# Klingande julkort
Klingande julkort är en årlig julkonsertserie i Jönköpings pingstkyrka, som hade premiär 1984, och som årligen samlat cirka 10 000 personer.

## Diskografi
- Klingande julkort – 1998 [2]
- Klingande julkort : live i Pingstkyrkan Jönköping – 2002[3]
- Det bästa ifrån Klingande Julkort / Pingstkyrkan i Jönköping med orkestern, julkortskören och barnkören Joy – 2007 [4]